# Сибілла Саксен-Кобург-Готська
Сибілла Кальма Марія Аліса Батільда Феодора Саксен-Кобург-Готська (нім. Sibylla Calma Maria Alice Bathildis Feodoravon Sachsen-Coburg und Gotha; швед. Sibylla Calma Marie Alice Bathildis Feodora) (18 січня 1908, Гота, Німеччині —28 січня 1972, Стокгольм, Швеції) — принцеса Швеції, мати короля Карла XVI Густафа.

## Біографія
Сибілла Саксен-Кобург-Готська — донька Карла Едуарда, герцога Саксен-Кобург-Готського та Вікторії Аделаїди Шлезвіг-Гольштейнської. Від батька була правнучкою Вікторії, королеви Великої Британії. Її дід, принц Леопольд (Герцог Олбані) — четвертий син королеви Вікторії.
Народилася в місті Гота у Тюрінгії (Німеччина). 19 жовтня 1932 р. Сибілла Саксен-Кобург-Готська стала дружиною Принца Швеції Густафа Адольфа, герцога Вестерботтенського. Протягом її шлюбу шведська преса часто писала про те, що подібно до свого батька, принцеса Сибілла підтримувала націонал-соціалістичну партію.
Вона не стала королевою, оскільки чоловік загинув в авіаційній катастрофі в 1947 році, до початку правління свого батька Густафа VI Адольфа. Спадкоємцем престолу став їхній син Карл XVI Густаф, онук Густафа VI.

## Сім'я
Чоловік —  Густав Адольф, герцог Вестерботтенський
Діти:
- Маргарета (1934 р. нар.)
- Брігітта (1937—2024)
- Дезіре (1938 р. нар.)
- Крістіна (1943 р. нар.)
- Карл XVI Густаф (1946 р. нар.)

## Нагороди
- Орден дому Саксен-Ернестіне, великий хрест
- Орден Серафимів
- Орден «За заслуги перед Федеративною Республікою Німеччина», великий хрест особливого ступеня
- Орден Золотого лева Нассау, великий хрест

## Галерея

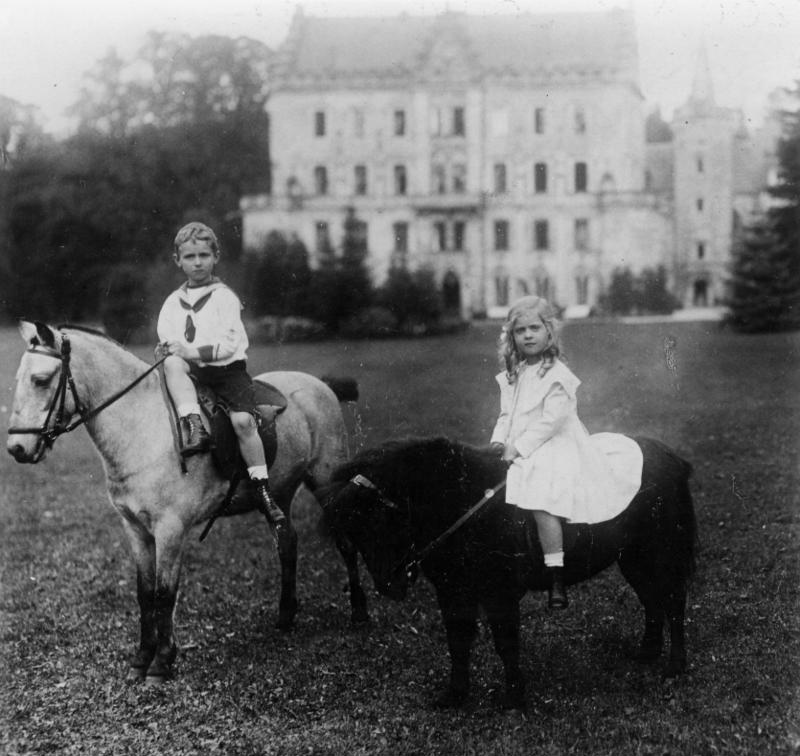
Сибілла з братом Йоганном Леопольдом в парку замку Райнгардсбрунн (1913).
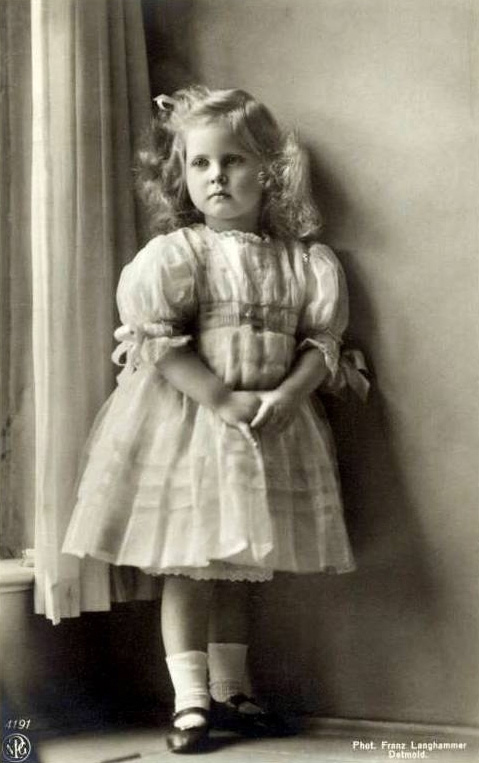
Шестирічна Сибілла (1914).
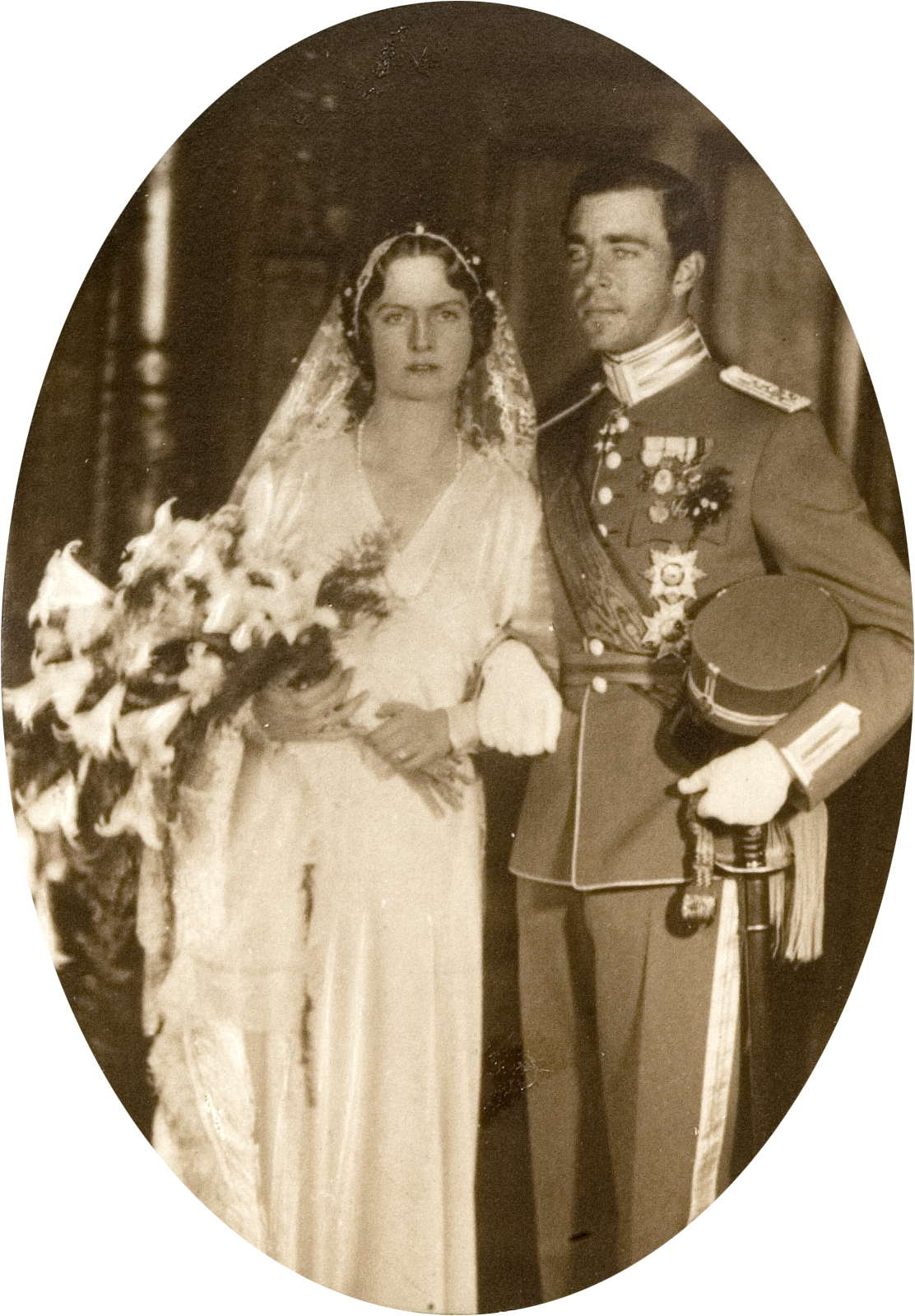
Під час весілля (19 жовтня 1932).
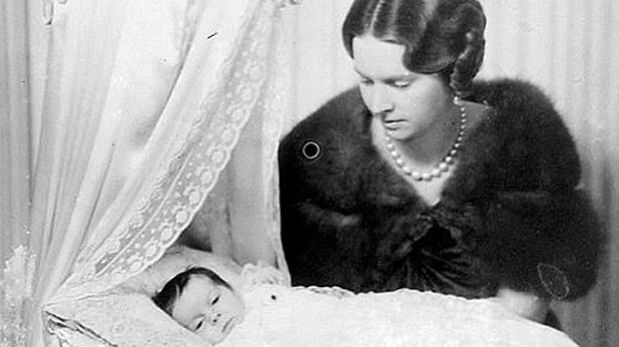
Сибілла з новонародженою дочкою Маргаретою.
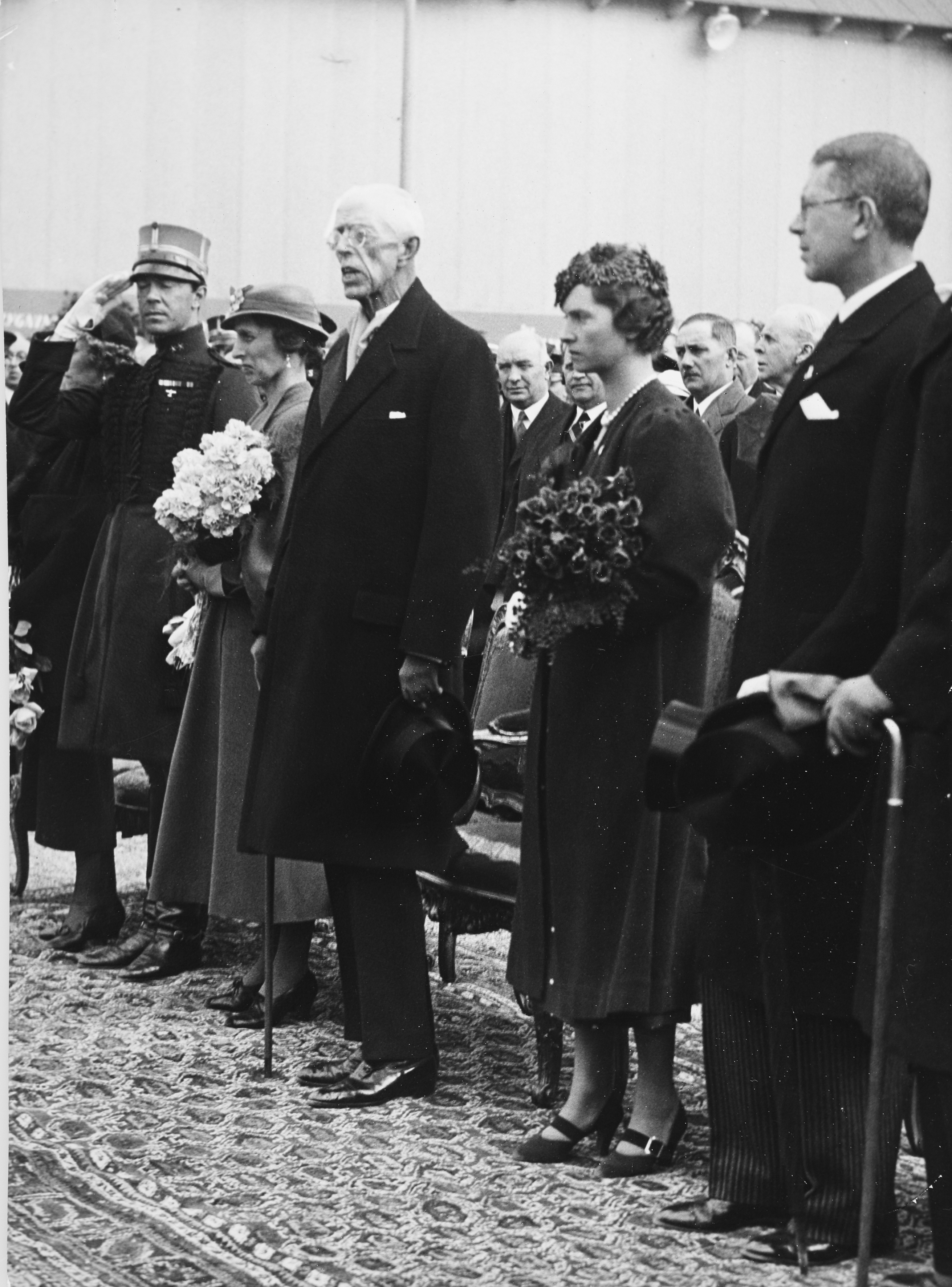
Шведська королівська сім'я. Сибілла — друга праворуч (1930-ті роки).
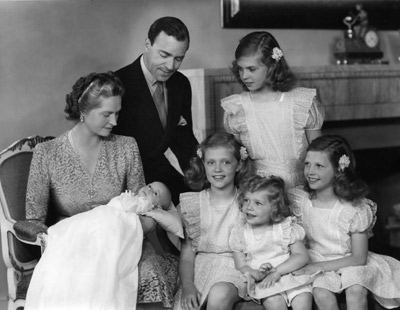
Сибілла з чоловіком і дітьми (1946).